# Liste der Biografien/Hilb
Liste der Biografien |
Portal Biografien |
Personensuche
# |
A |
B |
C |
D |
E |
F |
G |
H |
I |
J |
K |
L |
M |
N |
O |
P |
Q |
R |
S |
T |
U |
V |
W |
X |
Y |
Z |
?
 
Ha |
Hd |
He |
Hi |
Hj |
Hk |
Hl |
Hm |
Hn |
Ho |
Hr |
Hs |
Ht |
Hu |
Hv |
Hw |
Hy
 
Hia |
Hib |
Hic |
Hid |
Hie |
Hif |
Hig |
Hih |
Hii |
Hij |
Hik |
Hil |
Him |
Hin |
Hio |
Hip |
Hir |
His |
Hit |
Hiv |
Hiw |
Hix |
Hiy |
Hiz
 
Hila |
Hilb |
Hilc |
Hild |
Hile |
Hilf |
Hilg |
Hilh |
Hili |
Hilj |
Hilk |
Hill |
Hilm |
Hilp |
Hils |
Hilt |
Hilu |
Hilv |
Hilz
Die Liste der Biografien führt alle Personen auf, die in der deutschsprachigen Wikipedia einen Artikel haben. Dieses ist eine Teilliste mit 85 Einträgen von Personen, deren Namen mit den Buchstaben „Hilb“ beginnt.

## Hilb
- Hilb, Emil (1882–1929), deutscher Mathematiker
- Hilb, Martin (* 1948), Schweizer Betriebswirtschaftler
- Hilb, Stella (* 1986), deutsche Theater- und Filmschauspielerin

### Hilbc
- Hilbck, Alexander (1841–1908), deutscher Bergwerksdirektor und Politiker (NLP), MdR

### Hilbe
- Hilbe, Albert (1822–1898), österreichischer Ingenieur für Wasserbau
- Hilbe, Alfred (1928–2011), liechtensteinischer Regierungschef
- Hilbe, Gregor (* 1968), Schweizer Jazzmusiker (Schlagzeug, Perkussion) und Musikproduzent
- Hilbeck, Angelika (* 1959), deutsche Agrarökologin
- Hilbeck, Fernando (1933–2009), spanischer Schauspieler
- Hilber, August (1909–1934), österreichischer Freiheitskämpfer
- Hilber, Hermann (1910–1979), deutscher Arzt und Medizinprofessor
- Hilber, Kathrin (* 1951), Schweizer Politikerin (SP)
- Hilber, Regina (* 1970), österreichische Autorin
- Hilber, Vinzenz (1853–1931), österreichischer Geologe und Paläontologe
- Hilber, Werner (1900–1989), Schweizer Bildhauer, Maler, Musiker, Philosoph und Lebenskünstler
- Hilberath, Bernd Jochen (* 1948), deutscher römisch-katholischer Theologe
- Hilberath, Leo (1903–1967), deutscher Kommunalwissenschaftler, Volkswirt und Soziologe
- Hilberer, Michael (* 1979), deutscher Politiker (Piratenpartei)
- Hilberg, Isidor (1852–1919), österreichischer Klassischer Philologe (Gräzist) und Hochschullehrer in Czernowitz
- Hilberg, Ludwig († 1864), deutscher Schuhmacher und der vorletzte öffentlich in Deutschland hingerichtete Straftäter
- Hilberg, Raul (1926–2007), US-amerikanischer Historiker und Holocaustforscher
- Hilberg, Wolfgang (1932–2015), deutscher Ingenieur, Professor für Elektrotechnik
- Hilberger, Manfred (* 1971), deutscher Musiker, Buchautor und Fotograf
- Hilberger, Martin (* 1979), österreichischer Fußballspieler und Trainer
- Hilberger, Sonja (* 1968), deutsche Schauspielerin und Regisseurin
- Hilbers, Reinhold (* 1964), deutscher Politiker (CDU), MdL
- Hilberseimer, Ludwig (1885–1967), Architekt und Stadtplaner
- Hilbert, Andreas (1966–2019), deutscher Wirtschaftsinformatiker und Hochschullehrer
- Hilbert, Andy (* 1981), US-amerikanischer Eishockeyspieler
- Hilbert, Angelika (* 1942), deutsche Wasserspringerin
- Hilbert, Anton (1898–1986), deutscher Politiker (CDU), MdL, MdB
- Hilbert, Boris (* 1976), deutscher Theaterproduzent und Tourneeveranstalter
- Hilbert, Carl Aage (1899–1953), dänischer Jurist und Gouverneur der Färöer während der britischen Besetzung der Inseln im Zweiten Weltkrieg
- Hilbert, David (1862–1943), deutscher Mathematiker und HochschullehrerDavid Hilbert (1862–1943)

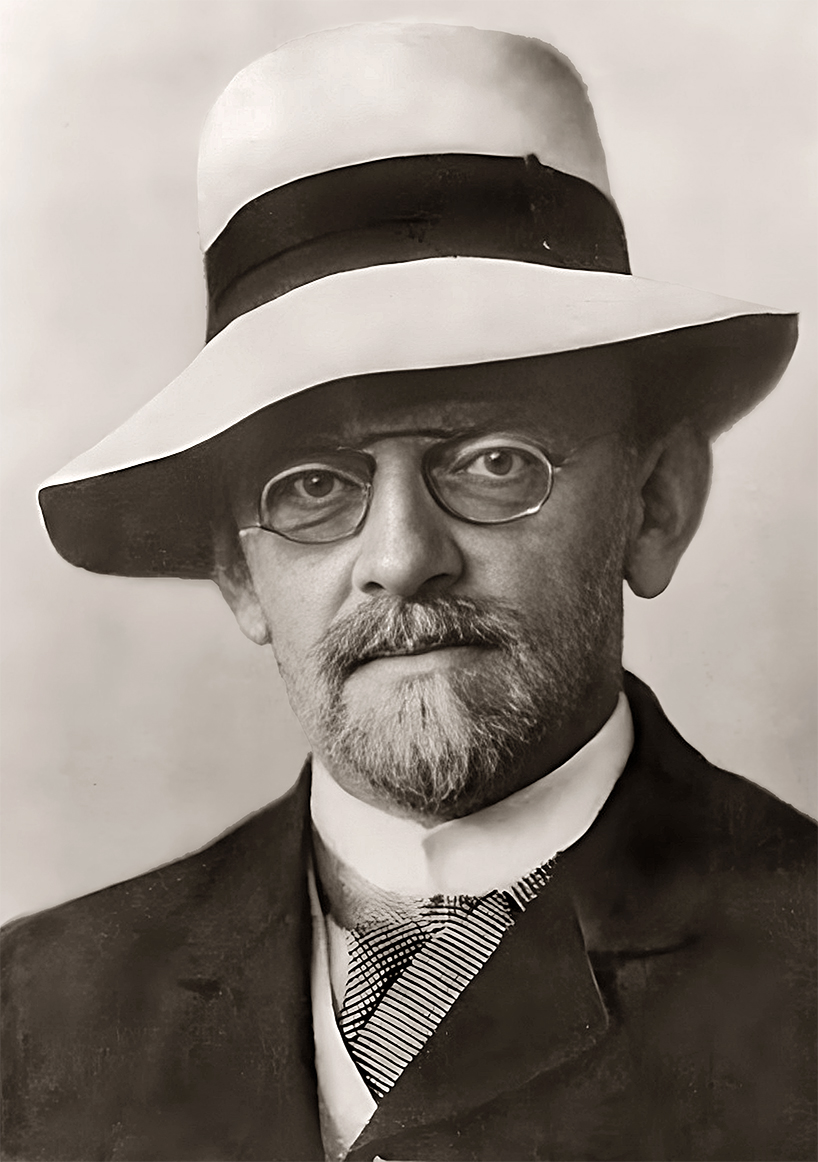
David Hilbert (1862–1943)

- Hilbert, Dirk (* 1971), deutscher Kommunalpolitiker (FDP), Oberbürgermeister von DresdenDirk Hilbert (* 1971)

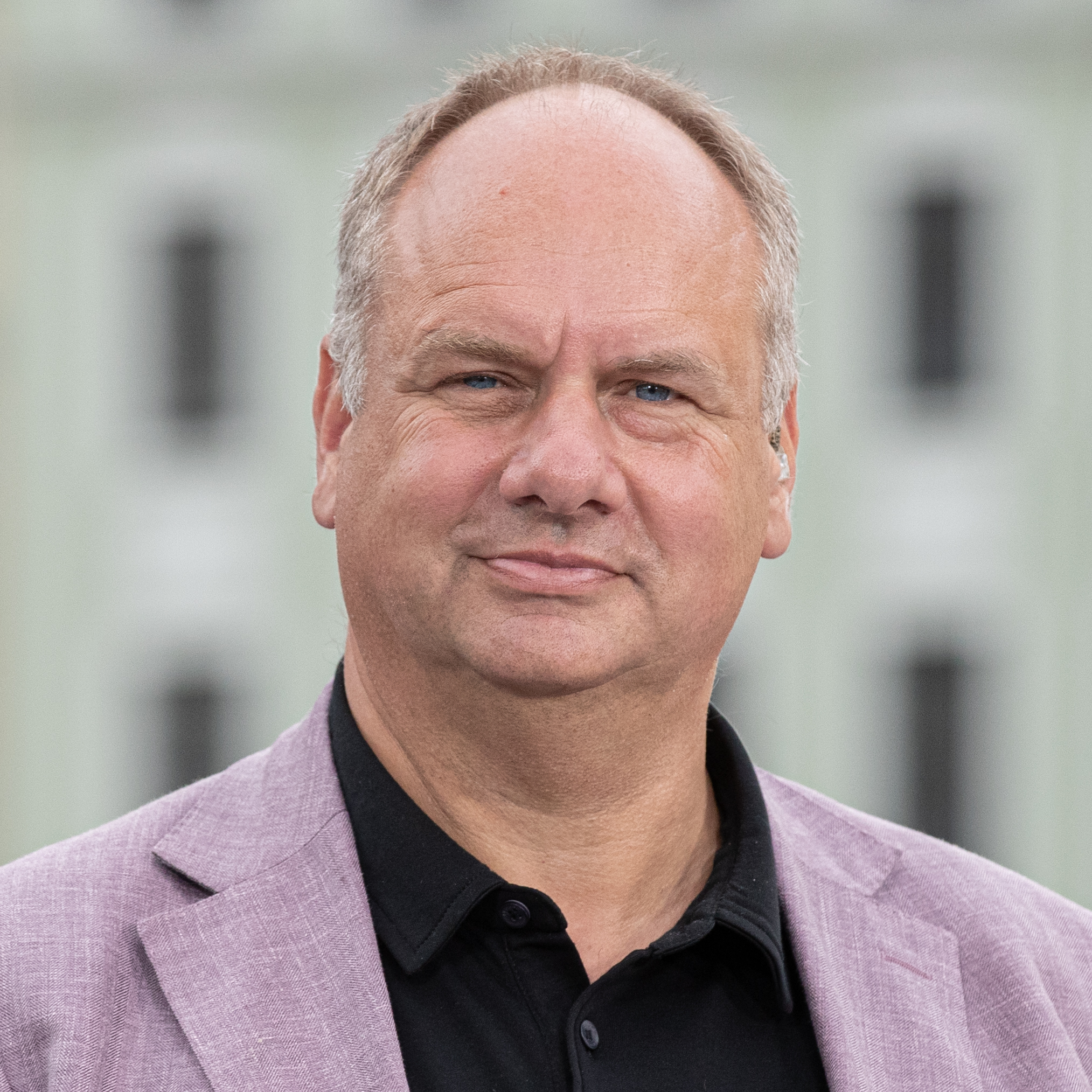
Dirk Hilbert (* 1971)

- Hilbert, Egon (1899–1968), österreichischer Theaterintendant
- Hilbert, Erwin (* 1951), deutscher Maler, Buchautor und Liedermacher
- Hilbert, Eugen (1854–1939), württembergischer Oberamtmann
- Hilbert, Friedrich Anton Daniel, deutscher Politiker
- Hilbert, Fritz (1907–1988), deutscher Maler
- Hilbert, Georg (1885–1973), deutscher Schauspieler
- Hilbert, Gerhard (1868–1936), deutscher Theologe
- Hilbert, Gustav (1900–1981), deutscher Maler und Grafiker sowie Metall- und Emailkünstler
- Hilbert, Horst (1919–2003), deutscher Politiker (SED)
- Hilbert, Jaroslav (1871–1936), tschechischer Dramatiker, Prosaist, Theaterkritiker, Publizist und Memoirenautor
- Hilbert, Jens (* 1978), deutscher Unternehmer, Coach und Reality-TV-Darsteller
- Hilbert, Jonathan (* 1995), deutscher Geher
- Hilbert, Jörg (* 1965), deutscher Kinderbuchautor
- Hilbert, Kamil (1869–1933), tschechischer Architekt
- Hilbert, Käthe (1864–1945), Ehefrau von David Hilbert
- Hilbert, Kurt, deutscher Fußballspieler
- Hilbert, Maximilian (1887–1945), deutscher römisch-katholischer Ordensmann, Geistlicher und Märtyrer
- Hilbert, Patrick (* 1985), deutscher Rechtswissenschaftler und Hochschullehrer
- Hilbert, Philipp (1911–1992), deutscher Radrennfahrer
- Hilbert, Roberto (* 1984), deutscher Fußballspieler
- Hilbert, Tabea (* 1996), deutsche Synchronsprecherin, Hörspielsprecherin und Musikerin
- Hilbert, Therese (* 1948), Schweizer Goldschmiedin
- Hilbert, Werner (* 1936), deutscher Fußballspieler
- Hilberts, Eddy (* 1948), niederländischer Musikproduzent und Interpret
- Hilbertz, Wolf (1938–2007), deutscher Architekt, Erfinder und Meereswissenschaftler

### Hilbi
- Hilbich, Engelbert (1923–2011), deutscher Maler und Grafiker
- Hilbich, Ernst H. (1931–2025), deutscher Schauspieler und HörspielsprecherErnst H. Hilbich (1931–2025)

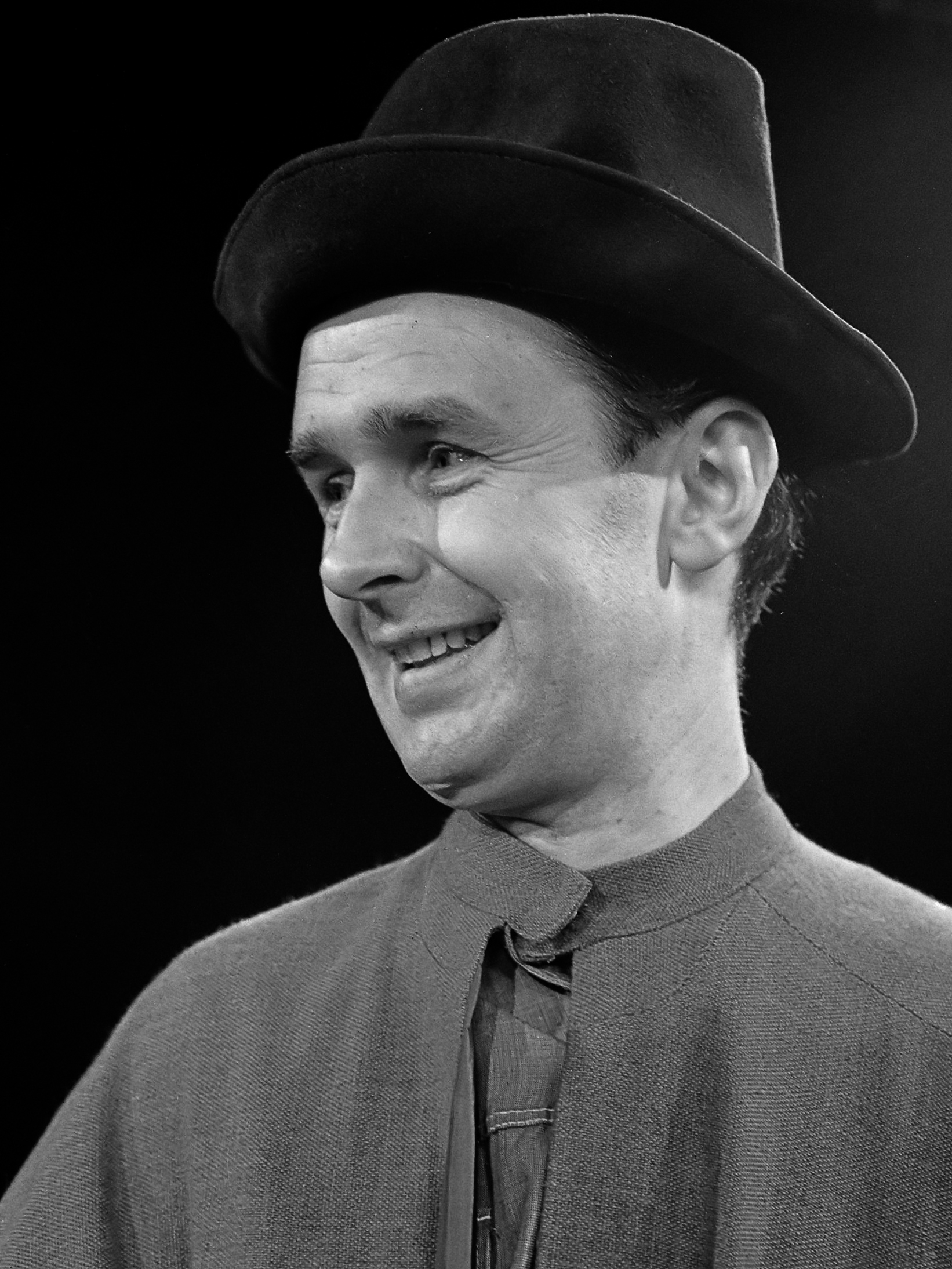
Ernst H. Hilbich (1931–2025)

- Hilbig, Friedrich (1874–1960), deutscher Konteradmiral (Ing.) der Kriegsmarine
- Hilbig, Kerstin (* 1961), deutsche Schauspielerin
- Hilbig, Klaus (1930–1986), deutscher Jugend- und Kulturfunktionär (FDJ, Fernsehen der DDR), Politiker (SED) sowie Redakteur
- Hilbig, Maike (* 1981), deutsche Jazzmusikerin (Kontrabass, Komposition)
- Hilbig, Paul (1901–1981), deutscher Markscheider, Professor und Rektor an der Technischen Universität Berlin
- Hilbig, Ronja (* 1990), deutsche Sängerin
- Hilbig, Wolfgang (1941–2007), deutscher Schriftsteller

### Hilbk
- Hilbk, Hans (1925–2013), deutscher Schulleiter und Autor orts- und regionalgeschichtlicher Werke

### Hilbl
- Hilble, Anton (1878–1960), Präsident des bayerischen Landesvermessungsamtes
- Hilble, Friedrich (1881–1937), deutscher Verwaltungsbeamter

### Hilbo
- Hilborn, Samuel G. (1834–1899), US-amerikanischer Politiker

### Hilbr
- Hilbrand, Gebhard (* 1934), österreichischer Skirennläufer
- Hilbrand, Sophie (* 1975), niederländische Schauspielerin und Fernsehmoderatorin
- Hilbrands, Walter (* 1965), deutscher evangelischer Theologe und Dekan der Freien Theologischen Hochschule Gießen (FTH)
- Hilbrans, Sönke (* 1969), deutscher Rechtsanwalt und Richter des Verfassungsgerichtshofes Berlin
- Hilbrecht, Gerhard (1915–1996), deutscher Leichtathlet
- Hilbrecht, Gisela (* 1948), deutsche Pädagogin und Politikerin (SPD), MdB
- Hilbrecht, Jürgen (* 1942), deutscher Volksschauspieler, Regisseur, Sänger, Kabarettist und Entertainer
- Hilbrenner, Anke (* 1972), deutsche Historikerin
- Hilbrich, Christian (* 1992), deutsch-kanadischer Eishockeyspieler
- Hilbrich, Frank (* 1968), deutscher Regisseur

### Hilbu
- Hilburger, Georg (1906–1985), deutscher Politiker (GB/BHE), MdL Bayern

### Hilby
- Hilby, Madeleine (* 1995), norwegische Handballspielerin